# 쿤트관

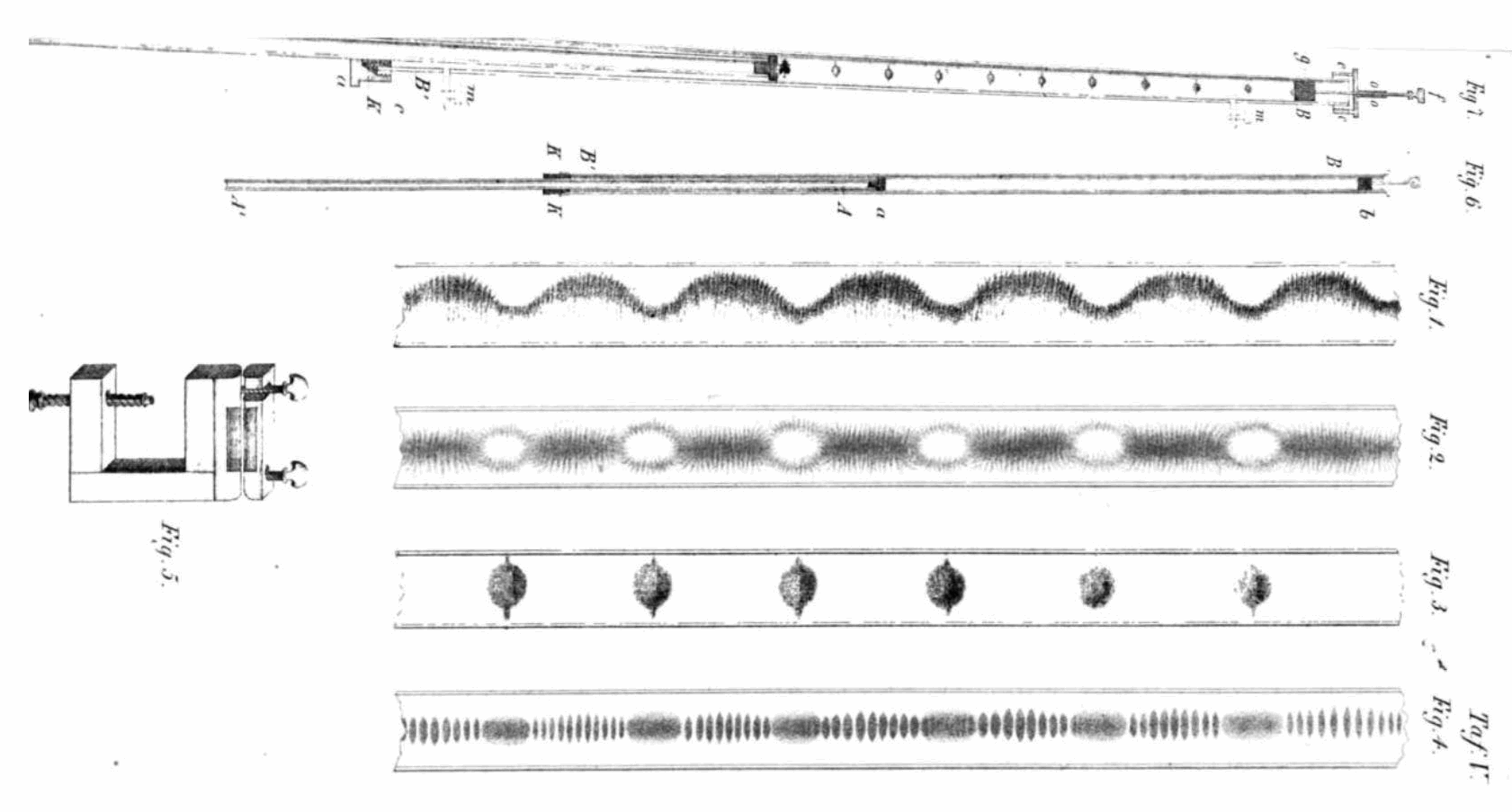
1866년 물리학 연보에 실린 쿤트의 논문의 일부. 위 두 그림(Fig. 6, 7)은 쿤트관을, 밑의 4개(Fig. 1~4)는 관 속에 들어있는 가루의 형상을 보여주고 있다.

쿤트관(Kundt管)은 1866년 아우구스트 쿤트가 발명한 음향학 실험장비이다.
한쪽이 막혀 있는 투명한 관 안에 가루를 넣고, 열려 있는 쪽에서 순음을 넣는다. 관의 길이를 잘 조정하면 관 내부의 공간이 공명하면서 정상파가 생기는데, 이 때 관 속의 가루가 반복되는 패턴을 가지게 된다. 정상파의 마디와 마디 사이의 길이는 파장의 절반이므로, 이 방법으로 소리의 파장을 잴 수 있다. 쿤트는 음속이 파장과 진동수의 곱({\displaystyle v=\lambda f})인 점을 이용해서 여러 유체에서의 음속을 측정했다.
현대에는 투명한 관에 가루를 넣는 대신, 관에 마이크로폰을 놓고 음압을 측정한다.

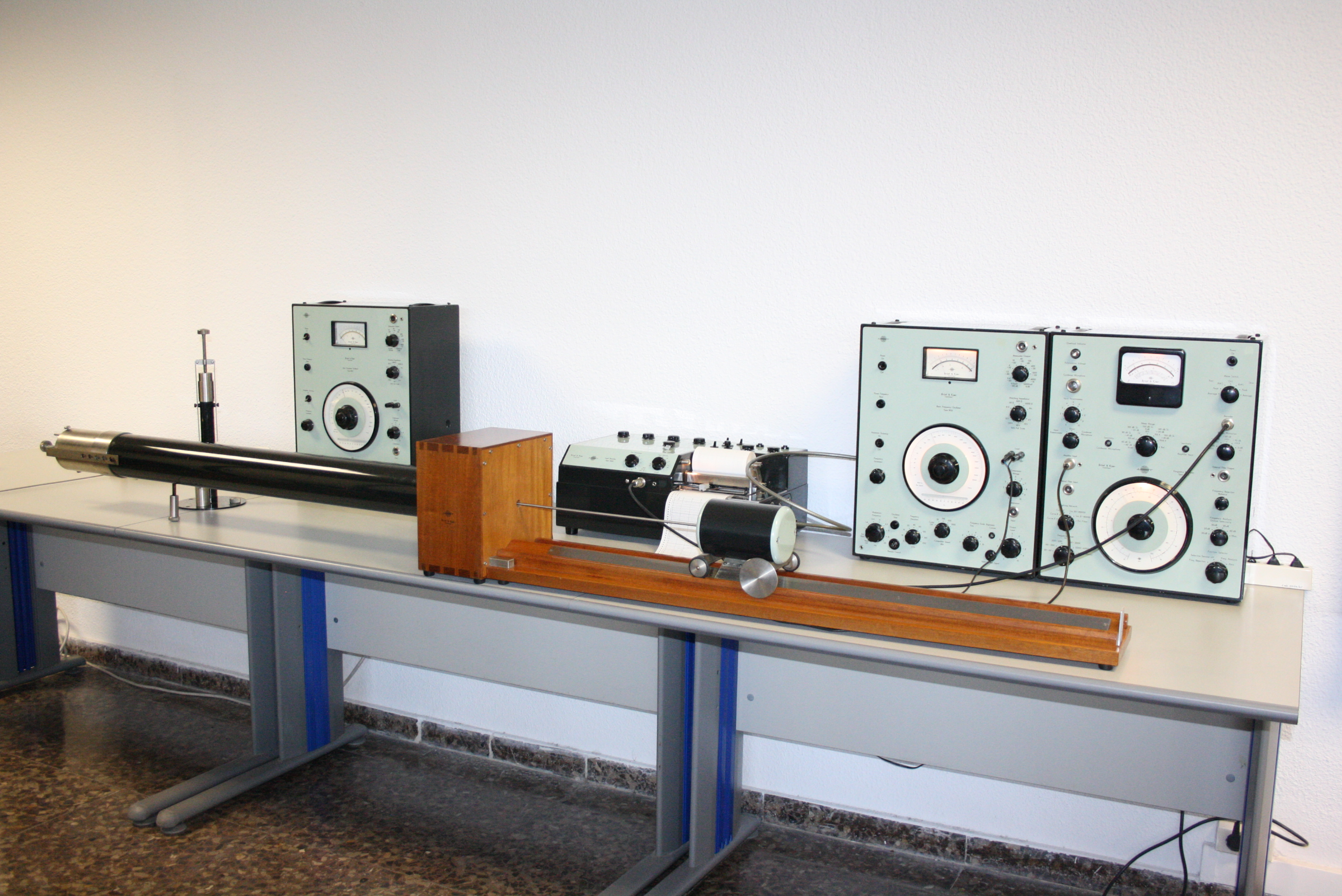
현대의 쿤트관

## 같이 보기
- 클라디니판
- 루벤스관